# 科茲莫傑米揚斯克
56°20′N 46°34′E / 56.333°N 46.567°E
科茲莫傑米揚斯克（俄语：Козьмодемья́нск）是俄羅斯馬里埃爾共和國西南部的一個城市，位於韋特盧加河注入伏爾加河處。2002年人口22,771人。
1583年建立，以聖科斯馬斯和聖達米安為名。1781年建市。